# Витаво
Ви́таво (Витово; бел. Ві́тава) — озеро в Ушачском районе Витебской области Белоруссии. Относится к бассейну реки Альзиница.

## Описание
Озеро Витово расположено в 13 км к востоку от городского посёлка Ушачи, в 0,4 км к западу от деревни Череповщина.
Площадь зеркала составляет 0,03 км². Длина — 0,32 км, наибольшая ширина — 0,17 км. Длина береговой линии — 0,75 км.
Котловина озера вытянута с юго-запада на северо-восток. Склоны высотой до 15 м, поросшие кустарником, поверху местами распаханные. Берега преимущественно высокие, местами поросшие лесом и кустарником.
В озеро впадает ручей из озера Городно. Вытекает ручей, впадающий в озеро Селище. В долинах ручьёв сформированы пойменные луга. Водоём зарастает слабо.
Ихтиофауну составляют окунь, плотва, лещ, щука, линь и другие виды рыб.